# Мікаелян Сурен Агасійович
Сурен Агасійович Мікаелян (6 жовтня 1911, село Нор Кянк або Артік, тепер Вірменія — 17 березня 1995, місто Єреван, Вірменія) — радянський діяч, 2-й секретар ЦК КП(б) Вірменії, міністр освіти Вірменської РСР. Депутат Верховної ради Вірменської РСР. Депутат Верховної ради СРСР 2—3-го скликань.

## Життєпис
У 1931 році закінчив Ленінаканський педагогічний технікум.
Член ВКП(б) з 1931 року.
З 1931 року — вчитель; секретар Іджеванського районного комітету ЛКСМ Вірменії; 1-й секретар Артіцького районного комітету ЛКСМ Вірменії.
25 жовтня 1937 — 1939 року — 1-й секретар ЦК ЛКСМ Вірменії.
У 1939 — жовтні 1940 року — завідувач організаційно-інструкторського відділу ЦК КП(б) Вірменії.
2 жовтня 1940 — 16 листопада 1943 року — 3-й секретар ЦК КП(б) Вірменії.
16 листопада 1943 — 25 жовтня 1947 року — 2-й секретар ЦК КП(б) Вірменії.
У 1947 році закінчив історичний факультет Вірменського державного педагогічного інституту імені Абовяна. 
У 1947—1949 роках — слухач Вищої партійної школи при ВКП(б).
4 січня 1949 — 1955 року — міністр освіти Вірменської РСР.
У 1955—1959 роках — начальник управління кадрів та навчальних закладів Міністерства сільського господарства Вірменської РСР.
У 1959—1962 роках — начальник Головного управління професійно-технічної освіти при Раді міністрів Вірменської РСР.
У 1962—1971 роках — голова Державного комітету Ради міністрів Вірменської РСР із професійно-технічної освіти.
З 1971 року — персональний пенсіонер у місті Єревані.

## Нагороди та відзнаки
- орден Леніна (8.02.1944)
- орден Жовтневої Революції
- орден Вітчизняної війни І ст. (24.11.1945)
- два ордени Трудового Червоного Прапора
- орден «Знак Пошани» (23.11.1940)
- медаль «За трудову доблесть» (26.09.1960)
- медалі
- Заслужений вчитель Вірменської РСР (1959)